# هيو أرمسترونغ
هيو أرمسترونغ هو سياسي كندي، ولد في 5 أغسطس 1858، وتوفي في 4 مارس 1926. انتخب عضو المجلس التنفيذي لمانيتوبا ‏.